# Escuela de Nada
Escuela de Nada es un pódcast venezolano con sede en la Ciudad de México, integrado por Leo Rojas, Nacho Redondo y Chris Andrade, el cual se graba con formato de tertulia y se emite dos veces a la semana.
El primer episodio fue estrenado el 25 de julio de 2018 en distintas plataformas de streaming. Con un formato de conversación clásico, manchado del humor tonto y negro que caracteriza a los tres integrantes en conjunto con informaciones de actualidad de temas polémicos y populares

## Ideas e inicios
Leonardo Rojas en conjunto con el comediante venezolano Víctor Medina (Nanutria) decidieron realizar un proyecto tipo pódcast de humor libre donde se trataran temas polarizados para generar opiniones interesantes, junto a otros dos comediantes para formar un elenco de cuatro. Debido a esto, Víctor Medina decidió no participar ya que no compartía la idea de cuatro integrantes para el pódcast, por lo que el proyecto se suspendió temporalmente. 
Leo Rojas retomó la idea y le dio el nombre utilizando un grupo de punk/rock llamado Escuela de Odio cambiando la última palabra por Nada, conceptualizado el proyecto; e invitó a Chris y Nacho a participar en este nuevo formato poco explotado en el espectro venezolano, por lo que a finales del mes de junio de 2018, Leonardo, Chris y Nacho, quienes ya habían trabajado juntos, realizaron el primer capítulo de este proyecto utilizando el episodio piloto de un viejo pódcast de Chris y Nacho como aprendizaje para mejorar en este nuevo proyecto. Tuvo un crecimiento orgánico y tuvo su boom en 2020 cuando forzados por el confinamiento tuvieron que cambiar de estudio para grabar el podcast desde la casa de su ahora exnovia "Chiqui". 
Ha tenido como invitados a diversos artistas y figuras públicas tales como Tom Segura, Arcangel, Jaime Maussan, Sascha Barboza, Alex Strecci, Lasso, Neutro Shorty, Big Soto, Danny Ocean, Benjamín Rausseo, entre otros. En México actualmente, es el pódcast en Patreon con la comunidad más grande del país.

## Integrantes

### Leonardo Rojas
Leonardo Rojas es un comediante y comunicadorvenezolano conocido por sus entrevistas callejeras como “El Test Incómodo” y “Temporada de Conejos”. Ha sido editor de publicaciones de corte pop como “Planeta Urbe”, “Bombanoise” y “Heabbi”.

### Christopher Andrade
Christopher Andrade es un escritor, ha trabajado en medios de comunicación venezolanos; conocido por su trabajo como editor en jefe de la página de sátira política venezolana “El Chigüire Bipolar”. También es un comediante de stand-up y copy publicitario. Actualmente ha incursionado como realizador de directos en Twitch en donde cuenta con su famosa sección "Chris, arréglame la vida".

### Ignacio Redondo
Ignacio "Nacho" Redondo es un comediante y escritor venezolano conocido por su carrera de stand-up y programas de radio de Venezuela.

## Formato y medios técnicos
El pódcast se graba con 4 cámaras y tres micrófonos para ajustarse al formato de vídeo de YouTube y al de audio en Spotify.